# Bresat
El bresat o millor brasat (del francès "braisé", de braiser coure amb brasa) o estofat de carn és un mètode de cocció que combina la calor humida i la seca; en general el menjar primer es marca a una temperatura alta i després s'acaba estofat en un recipient tapat. Aquest mode de preparació de la carn es qualifica sovint d'olla per a rostir, encara que alguns autors fan una distinció entre els dos mètodes en funció de si s'afegeix més líquid o no.

## Mètode
En bresar hom imposa una calor, humitat i temps de cocció tals que trenquen el teixit connectiu resistent del col·lagen de la carn, i s'estova d'una altra manera alguns aliments que es poden considerar durs. Entre els plats clàssics bresats hi ha per exemple el pollastre estofat amb vi negre. La cocció de pressió i la cocció lenta en olla són també diferents guises de bresar.